# Château de Kumna
Le château de Kumna (en allemand : Gutshaus Kumna ; en estonien : Kumna mõis) est un petit château néoclassique situé dans le nord de l’Estonie dans le village de Kumna appartenant à la commune d’Harku (région d’Harju, anciennement « district d’Harrien »).

## Histoire

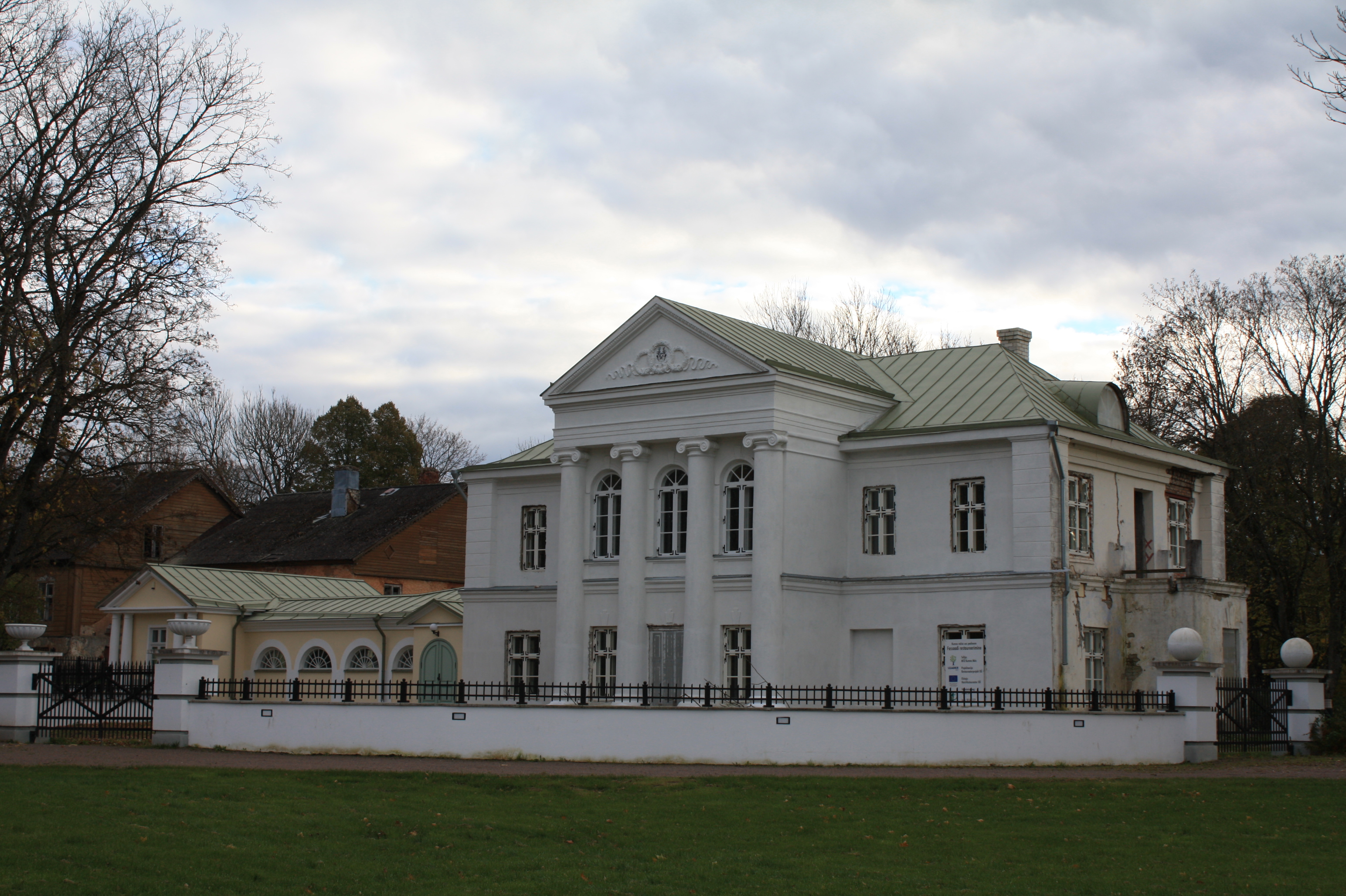
Vue du nouveau château de Kumna.

Le domaine a été fondé autour de 1620 dans un territoire faisant partie de la paroisse de Kegel et son premier seigneur est Johann Knopius. Il passe ensuite à la famille von Lübken, puis à la famille von Kosküll et enfin en 1893 à la famille von Meyendorff qui y demeure jusqu’en 1919, date à laquelle les biens de la noblesse terrienne sont nationalisés.
Le manoir en bois rustique du XVIIIe siècle, qui ressemble plus à une grosse ferme, existe toujours. Il est réaménagé vers 1820 avec des ajouts néoclassiques, et des décorations de bois sculpté autour des fenêtres. Un petit vestibule en avancée se trouve au milieu  de la façade, et sur la droite une partie en pierre.
Au début du XXe siècle, les Meyendorff construisent au nord du manoir de bois, un nouveau petit château d’un étage de style néoclassique, appelé à l’époque style Empire en Russie. Il est agrémenté par un portique tétrastyle ionique en milieu de façade soutenant un fronton à la grecque et il est relié à l’ancien manoir par une galerie basse. Le château est entouré d’un parc qui est protégé aujourd’hui.
Le château, récemment privatisé, est en cours de restauration.

## Source
- (ru) Cet article est partiellement ou en totalité issu de l’article de Wikipédia en russe intitulé « Мыза Кумна » (voir la liste des auteurs).